# 高政
高政（1968年10月—），男，中華人民共和國政治人物，中国共产党党员，曾任福建省莆田市人民政府副市长
中华人民共和国文化和旅游部国际交流与合作局局长，中国国家博物馆馆长、党委副书记。现任中华人民共和国文化和旅游部党组成员、副部长。